# Кукліч
44°25′ пн. ш. 15°31′ сх. д. / 44.42° пн. ш. 15.52° сх. д.
Кукліч (хорв. Kukljić) — населений пункт у Хорватії, у Лицько-Сенській жупанії у складі міста Госпич.

## Населення
Населення за даними перепису 2011 року становило 13 осіб.
Динаміка чисельності населення поселення:

## Клімат
Середня річна температура становить 7,43 °C, середня максимальна – 20,48 °C, а середня мінімальна – -6,29 °C. Середня річна кількість опадів – 1264 мм.
| Клімат поселення                              | Клімат поселення | Клімат поселення | Клімат поселення | Клімат поселення | Клімат поселення | Клімат поселення | Клімат поселення | Клімат поселення | Клімат поселення | Клімат поселення | Клімат поселення | Клімат поселення | Клімат поселення |
| Показник                                      | Січ.             | Лют.             | Бер.             | Квіт.            | Трав.            | Черв.            | Лип.             | Серп.            | Вер.             | Жовт.            | Лист.            | Груд.            |                  |
| Середній максимум, °C                         | 4,32             | 4,91             | 7,56             | 11,18            | 16,18            | 19,66            | 20,48            | 20,09            | 16,51            | 12,23            | 7,34             | 3,84             |                  |
| Середня температура, °C                       | −0,99            | −0,39            | 2,26             | 5,88             | 10,88            | 14,35            | 16,59            | 16,21            | 12,63            | 8,35             | 3,45             | −0,04            |                  |
| Середній мінімум, °C                          | −6,29            | −5,7             | −3,04            | 0,58             | 5,57             | 9,04             | 12,71            | 12,33            | 8,74             | 4,46             | −0,44            | −3,92            |                  |
| Норма опадів, мм                              | 94               | 94               | 95               | 106              | 93               | 91               | 58               | 77               | 124              | 140              | 161              | 131              |                  |
| Середньомісячна швидкість вітру, м/с          | 3.49             | 3.59             | 3.58             | 3.36             | 3.02             | 2.78             | 2.70             | 2.65             | 2.98             | 3.28             | 3.75             | 3.89             |                  |
| Середньомісячна сонячна радіація, кДж/м²·день | 4851             | 7514             | 10977            | 15388            | 19343            | 21388            | 23135            | 20020            | 14768            | 9593             | 5175             | 4034             |                  |
| --------------------------------------------- | ---------------- | ---------------- | ---------------- | ---------------- | ---------------- | ---------------- | ---------------- | ---------------- | ---------------- | ---------------- | ---------------- | ---------------- | ---------------- |
| Джерело:                                      |                  |                  |                  |                  |                  |                  |                  |                  |                  |                  |                  |                  |                  |